# Parahelicops annamensis
Parahelicops annamensis là một loài rắn trong họ Rắn nước. Loài này được Bourret mô tả khoa học đầu tiên năm 1934.

## Phân bố
Phân bố ở các tỉnh Đà Nẵng và Kon Tum ở miền trung Việt Nam và tỉnh Xe Kong ở đông nam Lào, cũng có thể chúng sinh sống Quảng Nam. 

## Môi trường sống
Một cá thể được tìm thấy ở một con suối đá nhỏ, chảy xiết ở địa hình dốc ở độ cao 1.280 đến 1.500 mét trong rừng thường xanh.

## Đe dọa
Có thể chúng bị đe dọa bởi nạn khai thác gỗ ở Việt Nam vì các địa điểm phân bố của chúng dễ tiếp cận bằng đường bộ. Còn ở Lào thì chúng nằm trong khu vực bảo tồn nơi mà khó tiếp cận.

## Bảo tồn
Không có hành động bảo tồn chi tiết. 